# Otterham
Otterham – wieś w Anglii, w Kornwalii. Leży 92 km na północny wschód od miasta Penzance i 326 km na zachód od Londynu. W 2001 miejscowość liczyła 228 mieszkańców.